# Universitat del Quebec
La Universitat de Quebec (UQ) és una xarxa acadèmica en el Quebec, creada pel govern del Quebec en 1968 i inclou nou institucions la missió de les quals és facilitar l'accés a l'educació universitària, per a contribuir al desenvolupament científic a Quebec i el desenvolupament de regions. Així, 87.000 alumnes assisteixen als 750 programes oferts per les institucions de la xarxa.
Una de les universitats que en formen part és la Universitat de Quebec a Montreal, que inclou el seu campus més extens.